# 第27回ワールドスーパージョッキーズシリーズ
2013年11月30日、12月1日に阪神競馬場で施行された第27回ワールドスーパージョッキーズシリーズについて記述する。

## 概要
2012年から東京競馬場と阪神競馬場との隔年開催となり、本年は阪神競馬場で行われた。

## レーススケジュール
| レース番号         | 発走時刻 | レース名                           | 施行距離    | 出走条件                    |
| ------------------ | -------- | ---------------------------------- | ----------- | --------------------------- |
| 5回阪神1日第9競走  | 14時35分 | 2013ゴールデンサドルトロフィー     | 芝1400m     | 3歳以上1000万下（混合）定量 |
| 5回阪神1日第11競走 | 15時45分 | 2013ゴールデンブライドルトロフィー | ダート1800m | 3歳以上1600万下（混合）定量 |
| 5回阪神2日第10競走 | 15時01分 | 2013ゴールデンブーツトロフィー     | 芝2000m     | 3歳以上1000万下（混合）定量 |
| 5回阪神2日第12競走 | 16時25分 | 2013ゴールデンホイップトロフィー   | 芝外1600m   | 3歳以上1600万下（混合）定量 |

## 出場騎手
| 騎手名                     | 地区       | 国             | 出場回数      |
| -------------------------- | ---------- | -------------- | ------------- |
| ゲイリー・スティーヴンス   | 北アメリカ | アメリカ合衆国 | 15年ぶり4回目 |
| パトリック・スマレン       | ヨーロッパ | アイルランド   | 9年ぶり2回目  |
| リチャード・ヒューズ       | ヨーロッパ | イギリス       | 初出場        |
| ライアン・ムーア           | ヨーロッパ | イギリス       | 2年連続5回目  |
| アンドレアシュ・シュタルケ | ヨーロッパ | ドイツ         | 2年連続4回目  |
| マキシム・ギュイヨン       | ヨーロッパ | フランス       | 3年ぶり2回目  |
| クレイグ・ウィリアムズ     | オセアニア | オーストラリア | 2年連続7回目  |
| ダグラス・ホワイト         | アジア     | 香港           | 4年ぶり7回目  |
| 川原正一                   | 兵庫       | 日本           |               |
| 岩田康誠                   | 栗東       | 日本           |               |
| 福永祐一                   | 栗東       | 日本           |               |
| 浜中俊                     | 栗東       | 日本           |               |
| 川田将雅                   | 栗東       | 日本           |               |
| 戸崎圭太                   | 美浦       | 日本           |               |
| 内田博幸                   | 美浦       | 日本           |               |

補欠騎手
| 騎手名   | 地区   |
| -------- | ------ |
| 武豊     | 栗東   |
| 北村宏司 | 美浦   |
| 桑村真明 | 北海道 |

## レース結果

### ポイント表
| 順位 | 騎手名                     | 国・所属       | 合計ポイント | GサドルT   | GブライドルT | GブーツT   | GホイップT |
| ---- | -------------------------- | -------------- | ------------ | ---------- | ------------ | ---------- | ---------- |
| 1    | リチャード・ヒューズ       | イギリス       | 49P          | 13着（1P） | 2着（15P）   | 1着（20P） | 3着（13P） |
| 2    | パトリック・スマレン       | アイルランド   | 46P          | 9着（3P）  | 5着（10P）   | 3着（13P） | 1着（20P） |
| 3    | アンドレアシュ・シュタルケ | ドイツ         | 40P          | 3着（13P） | 13着（1P）   | 2着（15P） | 4着（11P） |
| 4    | 戸崎圭太                   | 関東           | 31P          | 1着（20P） | 10着（2P）   | 7着（5P）  | 8着（4P）  |
| 5    | 福永祐一                   | 関西           | 30P          | 2着（15P） | 9着（3P）    | 6着（6P）  | 6着（6P）  |
| 6    | クレイグ・ウィリアムズ     | オーストラリア | 29P          | 4着（11P） | 7着（5P）    | 5着（10P） | 9着（3P）  |
| 7    | 川原正一                   | 兵庫           | 28P          | 14着（1P） | 4着（11P）   | 15着（1P） | 2着（15P） |
| 8    | ライアン・ムーア           | イギリス       | 26P          | 15着（1P） | 1着（20P）   | 8着（4P）  | 15着（1P） |
| 9    | ダグラス・ホワイト         | 香港           | 22P          | 10着（2P） | 3着（13P）   | 10着（2P） | 7着（5P）  |
| 10   | 浜中俊                     | 関西           | 19P          | 12着（1P） | 6着（6P）    | 11着（2P） | 5着（10P） |
| 11   | 内田博幸                   | 関東           | 18P          | 11着（2P） | 8着（4P）    | 4着（11P） | 12着（1P） |
| 12   | マキシム・ギュイヨン       | フランス       | 13P          | 5着（10P） | 15着（1P）   | 14着（1P） | 13着（1P） |
| 13   | 岩田康誠                   | 関西           | 12P          | 6着（6P）  | 11着（2P）   | 9着（3P）  | 14着（1P） |
| 14   | ゲイリー・スティーヴンス   | アメリカ       | 9P           | 7着（5P）  | 12着（1P）   | 12着（1P） | 10着（2P） |
| 15   | 川田将雅                   | 関西           | 8P           | 8着（4P）  | 14着（1P）   | 13着（1P） | 11着（2P） |